# Villers-sur-le-Roule
Villers-sur-le-Roule é uma comuna francesa na região administrativa da Normandia, no departamento de Eure. Estende-se por uma área de 4,32 km². Em 2010 a comuna tinha 881 habitantes (densidade: 203,9 hab./km²).